# Премия «Гойя» за лучший мультипликационный фильм
Премия «Гойя» за лучший мультипликационный фильм (исп. Premio Goya a la mejor película animada) — одна из номинаций испанской национальной кинопремии «Гойя».
В списке собраны победители и номинанты:

## Победители и номинанты

### 1990-е
| Год  | Название                      | Оригинальное название             | Режиссёр                                             |
| ---- | ----------------------------- | --------------------------------- | ---------------------------------------------------- |
| 1990 | Бременские музыканты          | Los cuatro músicos de Bremen      | Крус Дельгадо                                        |
| 1995 | Возвращение северного ветра   | El regreso del viento del norte   | Maite Ruiz de Austri                                 |
| 1998 | Мегасоникс                    | Megasónicos                       | Хавьер Гонсалес де ла Фуэнте и Хосе Мартинес Монтеро |
| 1999 | Какие же соседи животные!     | ¡Qué vecinos tan animales!        | Maite Ruiz de Austri                                 |
| 1999 | Принц Ахмед и тайна астролога | Ahmed, el príncipe de La Alhambra | Хуан Батиста Берасатеги                              |

### 2000-е
| Год  | Название                                | Оригинальное название                        | Режиссёр                               |
| ---- | --------------------------------------- | -------------------------------------------- | -------------------------------------- |
| 2000 | Жених                                   | Goomer                                       | Хосе Луис Фейто и Карлос Варела        |
| 2001 | Тайна сокровищ пирата Макао             | La isla del cangrejo                         | Анхель Муньос и Чаби Бастерречеа       |
| 2001 | 10 + 2: большой секрет                  | 10+2: el gran secreto                        | Микель Пухоль                          |
| 2001 | Вор снов                                | El ladrón de sueños                          | Анхель Алонсо                          |
| 2001 | Марко Антонио, обмен в Гонконге         | Marco Antonio. Rescate en Hong Kong          | Мануэль Гарсиа и Карлос Варела         |
| 2002 | Живой лес                               | El bosque animado                            | Анхель де ла Крус и Маноло Гомес       |
| 2002 | Легенда об единороге                    | La leyenda del unicornio                     | Maite Ruiz de Austri                   |
| 2002 | Мануэлита                               | Manuelita                                    | Мануэль Гарсиа Ферре                   |
| 2002 | Собака по имени Боль                    | Un perro llamado dolor                       | Луис Эдуардо Ауте                      |
| 2003 | Кевин в стране Драконов                 | Dragon Hill, la colina del dragón            | Анхель Искиердо                        |
| 2003 | Анхе. Легенда Пириней                   | Anjé, la leyenda del Pirineo                 | Хуанхо Элорди                          |
| 2003 | Пришелец из космоса (фильм, 2002)       | El rey de la granja                          | Грегорио Муро                          |
| 2003 | Врата времени                           | Puerta del tiempo                            | Педро Дельгадо                         |
| 2004 | Легенда о рыцаре                        | El Cid: The Legend                           | Хосе Посо                              |
| 2004 | Анхе. Легенда Пириней                   | Anjé, la leyenda del Pirineo                 | Хуанхо Элорди                          |
| 2004 | Пришелец из космоса (фильм, 2002)       | El rey de la granja                          | Грегорио Муро                          |
| 2004 | Врата времени                           | Puerta del tiempo                            | Педро Дельгадо                         |
| 2005 | Пиноккио 3000                           | P3K.Pinocho 3000                             | Даниэль Робишо                         |
| 2005 | Большое космическое приключение         | Los balunis en la aventura del fin del mundo | Хуанхо Элорди                          |
| 2005 | Супербродяги                            | Supertramps                                  | Хосе Мария Гоэнага и Иньиго Берасатехи |
| 2006 | Сон в летнюю ночь                       | El sueño de una noche de San Juan            | Анхель де ла Крус и Маноло Гомес       |
| 2006 | Гисаку                                  | Gisaku                                       | Бальтасар Педроса                      |
| 2007 | Приключения мышонка Переса              | El ratón Pérez                               | Хуан Пабло Бускарини                   |
| 2007 | Из моря                                 | De Profundis                                 | Мигельансо Прадо                       |
| 2007 | Кевин в Стране Драконов: Магический куб | El cubo mágico                               | Анхель Искиердо                        |
| 2007 | Тео, межгалактический охотник           | Teo, cazador intergaláctico                  | Серхио Байо                            |
| 2008 | Под покровом ночи                       | El ratón Pérez                               | Виктор Мальдонадо и Адриа Гарсиа       |
| 2008 | Азур и Азмар                            | Azur and Asmar                               | Мишель Осело                           |
| 2008 | Betizu eta urrezko zintzarria           | Betizu eta urrezko zintzarria                | Эгоиц Родригес                         |
| 2008 | En busca de la piedra mágica            | En busca de la piedra mágica                 | Ленард Фриц Кравинкель и Хольгер Таппе |
| 2009 | Пропавший рысёнок                       | El lince perdido                             | Рауль Гарсиа и Мануэль Сисилия         |
| 2009 | Дон Кихот                               | Donkey Xote                                  | Хосе Посо                              |
| 2009 | Дух живого леса                         | Espíritu del bosque                          | Давид Рубин и Хуан Карлос Пенья        |
| 2009 | Вампир в Севилье                        | RH+: El vampiro de Sevilla                   | Антонио Сурера                         |

### 2010-е
| Год  | Название                               | Оригинальное название                                    | Режиссёр                                               |
| ---- | -------------------------------------- | -------------------------------------------------------- | ------------------------------------------------------ |
| 2010 | Планета 51                             | Planeta 51                                               | Хорхе Бланко, Хавьер Абад и Маркос Мартинес            |
| 2010 | Животный канал                         | Animal Channel                                           | Maite Ruiz de Austri                                   |
| 2010 | Приключения мышонка Переса 2           | El ratón Pérez 2                                         | Андрес Шер                                             |
| 2010 | Летающие герои                         | Cher ami                                                 | Микель Пухоль                                          |
| 2011 | Чико и Рита                            | Chico y Rita                                             | Тоно Эррандо, Фернандо Труэба и Хавьер Марискаль       |
| 2011 | El tesoro del rey Midas                | El tesoro del rey Midas                                  | Maite Ruiz de Austri                                   |
| 2011 | Любимчики                              | La tropa de trapo en el país donde siempre brilla el sol | Алекс Кольс                                            |
| 2011 | Дон Кихот в волшебной стране           | Las aventuras de Don Quijote                             | Антонио Сурера                                         |
| 2012 | Морщинки                               | Arrugas                                                  | Игнасио Феррерас                                       |
| 2012 | Carthago Nova                          | Carthago Nova                                            | Primitivo Pérez и Хосе Мария Молина                    |
| 2012 | Как приручить зомби                    | Papá, sóc una zombi                                      | Хоан Эспинач и Рикардо Рамон                           |
| 2012 | The Little Wizard. O Mago Dubidoso.    | O mago dubidoso                                          | Роке Камеселье                                         |
| 2013 | Тэд Джонс и Затерянный город           | Las Aventuras de Tadeo Jones                             | Энрике Гато                                            |
| 2013 | 'Сердце дуба                           | El corazón del roble                                     | Анхель Искиердо и Рикардо Рамон                        |
| 2013 | Апостол                                | O Apóstolo                                               | Фернандо Кортисо                                       |
| 2013 | Месть волшебной рыбки                  | O mago dubidoso                                          | Горка Васкес и Иван Онека                              |
| 2014 | Волшебный футбол                       | Metegol                                                  | Хуан Хосе Кампанелья                                   |
| 2014 | El extraordinario viaje de Lucius Dumb | El extraordinario viaje de Lucius Dumb                   | Maite Ruiz de Austri                                   |
| 2014 | Hiroku: Defenders of Gaia              | Hiroku: Defenders of Gaia                                | Сауль Баррето Рамос, Мануэль Маурисио и Джеймс Филлипс |
| 2014 | Джастин и рыцари доблести              | Justin and the Knights of Valour                         | Мануэль Сисилия                                        |
| 2015 | Мортадело и Филимон                    | Mortadelo y Filemón contra Jimmy el Cachondo             | Хавьер Фессер                                          |
| 2015 | Dixie y La Rebelión Zombie             | Dixie y La Rebelión Zombie                               | Рикардо Рамон, Беньят Беития                           |
| 2015 | Любимчики в поисках радуги             | La Tropa de Trapo en la selva del arcoiris               | Алекс Коллс                                            |